# سیارک ۶۶۱۰
سیارک ۶۶۱۰ (به انگلیسی: 6610 Burwitz، نامگذاری:1993BL3) شش هزار و ششصد و دهمین سیارک کشف شده‌است که در ۲۸ ژانویه ۱۹۹۳ کشف شد.
قدر مطلق سیارک برابر ۳۵.۴ است.